# Magic (Olivia Newton-John)
Magic is een nummer van de Britse zangeres Olivia Newton-John uit 1980. Het is de derde single van de soundtrack van de film Xanadu.
"Magic" is een poprocknummer dat gaat over geloof in eigen kunnen. Waar de film een flop was, werd het nummer in veel landen een hit. In het Verenigd Koninkrijk werd een bescheiden 32e positie gehaald, terwijl het in de Amerikaanse Billboard Hot 100 een nummer 1-hit werd. Ook in het Nederlandse taalgebied bleek het nummer prima te werken; met een 12e positie in de Nederlandse Top 40, en een 18e positie in de Vlaamse Radio 2 Top 30.

## Tracklijst
- 7"

1. "Magic" – 4:25
2. "Whenever You're Away from Me" – 4:22